# Неоэкспрессионизм

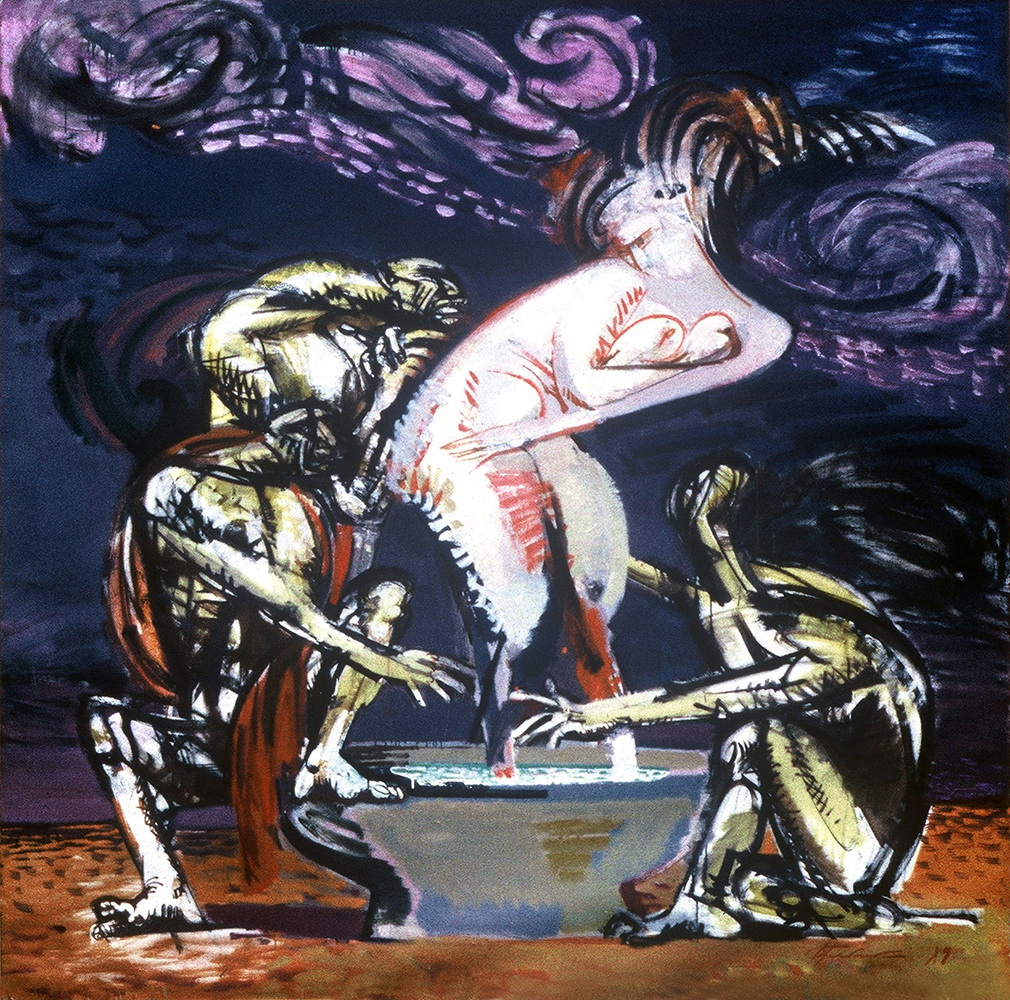
Василий Рябченко. «Сусанна и старцы», 200 х 200 см, холст, масло, 1989

Неоэкспрессионизм (Neo-expressionism) — направление в современной живописи, которое возникло в конце 1970-х и доминировало на арт-рынке до середины 1980-х. Неоэкспрессионизм возник в Европе как реакция на концептуальное и минималистическое искусство 1970-х. Неоэкспрессионисты вернули в искусство образность, фигуративность, живую и эмоциональную манеру, яркие, насыщенные цвета.
В современном неоэкспрессионизме как инструмент экспрессивизации применяется не только варьирование линий и форм, но и варьирование цвета и фактуры, то есть всего, что имеется в изображении. В него включаются и абстракционистские фрагменты — и как формальный эстетический компонент, и как средство раскрытия образа.

## В Германии
Георг Базелиц и Ойген Шёнебек, которые вместе учились в Берлинском колледже изящных искусств, вместе составили «Первый пандемонический манифест», в котором заявили, что они намерены восстать против устоявшихся форм искусства и требовать создания нового выразительного стиля живописи. Свои произведения они представили в галерее Михаэля Вернера и Бенджамина Каца в Берлине. Они подтвердили свои притязания в следующей программе под названием «Второй пандемонический манифест» (1962). Однако вскоре после его публикации сотрудничество двух художников подошло к концу. Тем не менее на сцену вышли новые живописцы: было образовано творческое объединение Informel во главе с Вальтером Штёрером; схожих взглядов на искусстве придерживались и многие другие художники, в первую очередь берлинские, такие как Питер Шевалье, Райнер Феттинг, Дитер Хакер, Маркус Люперц, Гельмут Миддендорф, а также основатели группы Vision (1960―64), Карл Хорст Хёдикее и Бернд Коберлинг.
Творчество неоэкспрессионистов обычно характеризуются спонтанными и яростными жестами, преобладанием городских мотивов. Неоэкспрессионисты стремились вернуться к личным и символическим образам. С середины 1970-х годов Барбара Хейниш разработала свою собственную комбинацию живописи и перформанса в диалоге с моделью. Из рядов неоэкспрессионистов примерно с конца 1970-х годов вышло несколько значимых творческих объединений ― «Berliner Heftige», «Spontanisten» и, наконец, «Junge Wilde» или Neue Wilde.
За пределами берлинской арт-сцены новая культурно-политическая протестная богема (Ганс Рогалла, Питер Ангерман, Роберт Хартман, Ганс Хайнингер и Ганс Хайнин) нашла более ироничные формы выражения, призванные размыть границы между китчем, потреблением и искусством.

## Неоэкспрессионисты
- Германия
  - Георг Базелиц
  - Ансельм Кифер
  - Маркус Люперц
  - Йорг Иммендорф (нем. Jörg Immendorff)
- Америка
  - Жан-Мишель Баския
  - Эрик Фишль
  - Дэвид Салле
  - Джулиан Шнабель
  - Хант Слонем
  - Edgar Yaeger
- Франция
  - Rémi Blanchard
  - François Boisrond
  - Robert Combas
  - Hervé Di Rosa
- Италия
  - Франческо Клементе
  - Сандро Киа (англ. Sandro Chia)
  - Энцо Кукки
- Англия
  - Дэвид Хокни
  - Франк Гельмут Ауэрбах (англ. Frank Auerbach)
  - Леон Коссоф (англ. Leon Kossoff)
- Голландия
  - Menno Baars
- Южная Африка
  - Марлен Дюма (англ. Marlene Dumas)
- Испания
  - Мигель Барсело
- Россия
  - Виктор Казарин
- Украина
  - Олег Голосий
  - Василий Рябченко